# الشقة (تعز)
الشقة هي إحدى قرى الجمهورية اليمنية. وهي تتبع جغرافيًا لمحافظة تعز. وإداريًا لمديرية شرعب الرونة. يبلغ تعداد سكانها 2558 نسمة حسب الإحصاء الذي جرى عام 2004.